# Palm Island (Aruba)
Palm Island – prywatna, zamieszkana, wąska, ok. 1,5 km długa wyspa na Morzu Karaibskim w archipelagu Małych Antyli, w grupie wysp Wysp Zawietrznych, należąca do holenderskiego kraju autonomicznego Aruba, w Ameryce Południowej. Wyspa ma powierzchnię 10 ha i leży ok. 400 m od zachodniego brzegu Aruby.
Wyspa jest własnością największego touroperatora na Arubie, firmy De Palm Tours.
Na wyspie znajduje się hotel, restauracja, strzeżona plaża oraz park wodny. Posiada promowe połączenie z Arubą, które trwa ok. 10 min. W pobliżu wyspy, w morzu, leży zatopiony samolot Cessna 414. 